# 끄르엉
끄르엉(크메르어: គ្រឿង)은 캄보디아 요리에 쓰이는 양념 페이스트 및 그것을 사용한 요리를 일컫는 말이다. 커리 페이스트의 일종이며, 아목 뜨러이나 삼로 까꼬 등 끄르엉을 사용한 국물 요리들이 캄보디아식 커리(Cambodia式curry)나 크메르 커리(Khmer curry)로도 알려져 있다.
레몬그래스, 카피르라임 잎, 울금, 마늘, 셜롯, 새눈고추, 큰고량강, 고량강, 핑거루트, 산내 등 여러 가지 향신채를 절구에 빻아 만든다.

## 종류
태국의 레드 커리, 그린 커리, 옐로 커리처럼 끄르엉도 세 가지 색 버전이 존재한다.
- 끄르엉 끄라함(គ្រឿងក្រហម): "캄보디아식 레드 커리"로도 불린다. 레몬그래스, 울금, 셜롯, 마늘, 큰고량강, 건새눈고추 등이 들어간다.
- 끄르엉 키어우(គ្រឿងខៀវ): "캄보디아식 그린 커리"로도 불린다. 레몬그래스. 산내, 계피, 큰고량강, 울금 등이 들어가며, 쁘라혹을 넣기도 한다. 끄르엉 키어우에서 계피가 빠지고 쁘라혹이 들어간 버전은 뜩 끄르엉(ទឹកគ្រឿង)으로 부르며, 흔히 채소 등을 찍어 먹는 딥으로 쓰인다.
- 끄르엉 르엉(គ្រឿងលឿង): "캄보디아식 옐로 커리"로도 불린다. 삼로 마쭈 같은 음식에 흔히 쓰인다. 울금이 들어가 노란색을 띠며, 레몬그래스. 마늘, 셜롯, 큰고량강 등이 들어간다.

그 외에 개별 요리에 들어가는 끄르엉들이 따로 존재한다. 예를 들어 아목 뜨러이에 들어가는 끄르엉은 "끄르엉 끄라함(레드 커리)"과 비슷하지만 울금이 빠지고 카피르라임 잎이 들어간다.

## 사진

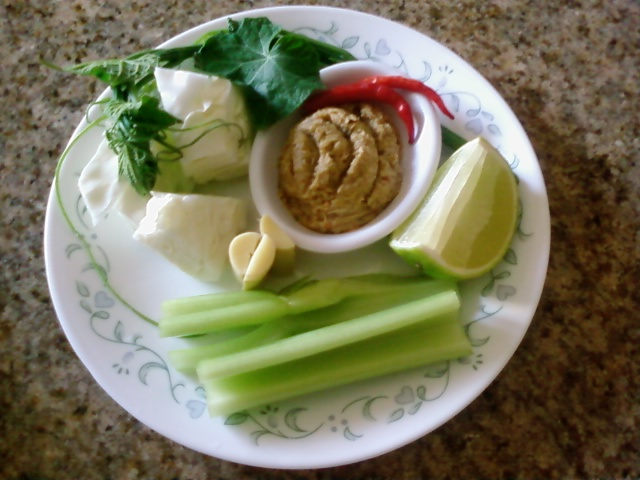
뜩 끄르엉과 채소들

## 같이 보기
- 깽